# DN13E
DN13E este un drum național care face legătura între Feldioara și Întorsura Buzăului, via Sfântu Gheorghe. Pe o porțiune de 7,8 km, între Zagon și Barcani, drumul nu este asfaltat.